# Westminstersynoden

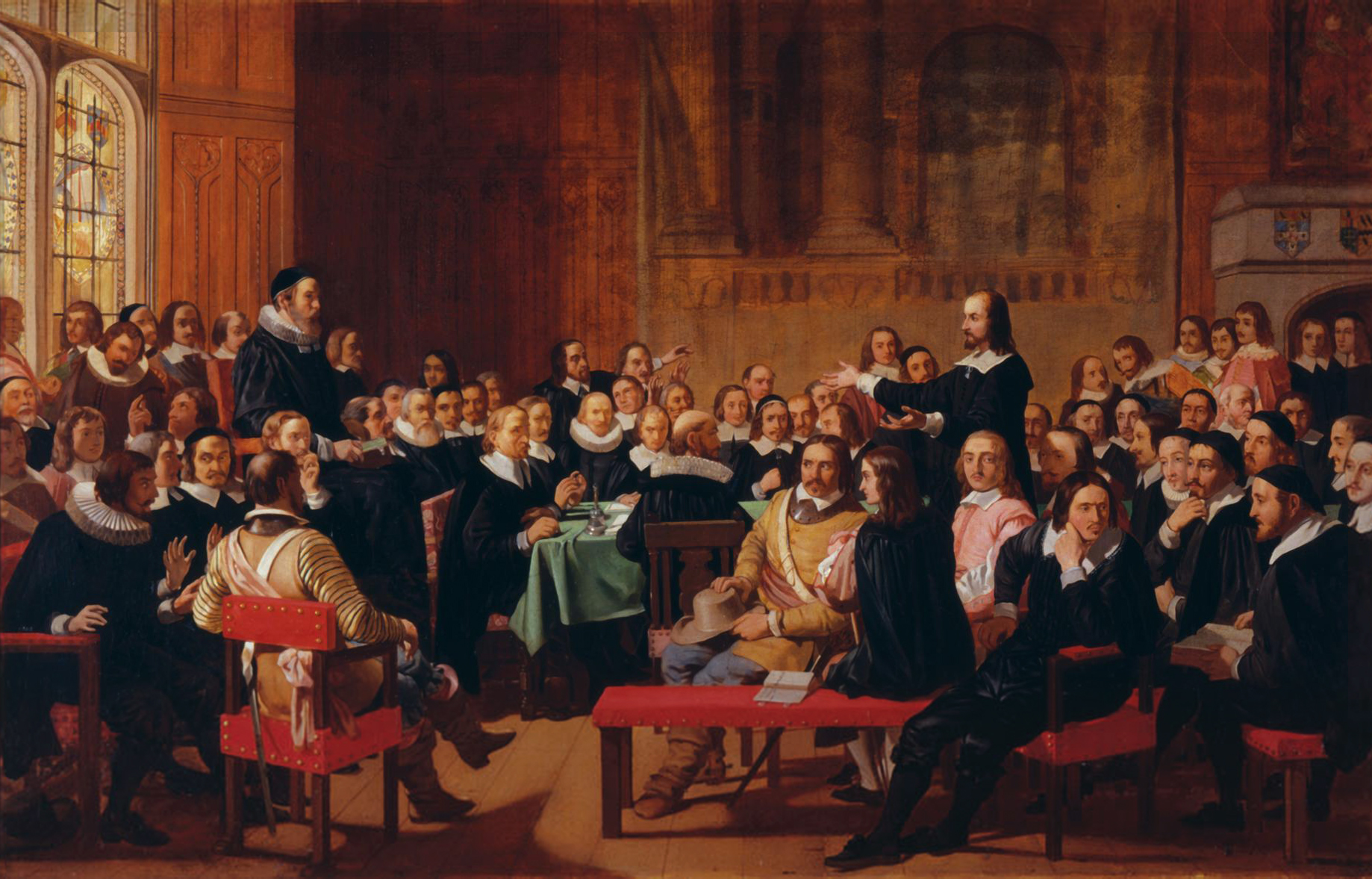
Westminstersynoden.

Westminstersynoden (engelska Westminster assembly), som hölls 1643-1649 (1653), är ett kyrkomöte av stor betydelse i Englands, Skottlands och Amerikas religiösa historia. Mötet var från början ett uttryck för Långa parlamentets strävan att tillskansa sig samma makt över kyrkan, som kungadömet förut hade. 
I juni 1643 utsåg parlamentet en synod bestående av 121 engelska präster, 30 lekmän och 8 skotska kommissionärer som skulle mötas i Westminster Abbey den 7 juli för att slå fast vad kyrkan skulle lära och hur den skulle styras. Majoriteten var mer presbyterianskt och puritanskt inriktade än parlamentet, där majoriteten var erastiansk. Genom synodens och skottarnas pådrivande antogs det skotska kovenantet och undertecknades av 228 underhusmedlemmar (däribland Cromwell) 25 september 1643. Därmed hade presbyterianismen segrat i England liksom förut i Skottland. 
Då puritanerna nu ville organisera presbyterianskt statskyrkotvång, uppdök i synoden för första gången en ny religiös faktor i Englands politiska liv, independentismen. Den räknade blott 5 pastorer i synoden; men dessa berömda "fem bröder" förfäktade sin sak med stor skicklighet och förde med särskild iver fram kravet på religiös tolerans. De gjorde detta så energiskt, att under de kommande åren toleransidén blev den egentliga vattendelaren, som skapade en ny gruppering: episkopaler-presbyterianer och independenter-separatister. När synoden under större delen av 1644 diskuterade den för presbyterianismen centrala kyrkliga exkommunikationsrätten, gick det fullständigt sönder mellan presbyterianer och independenter vid mötet. De "fem brödernas" talman, Philip Nye, nedhyssjades; men deras åskådning vann Cromwell, som förde den till politisk seger. Under tiden fortsatte synoden att söka genomföra den presbyterianska ordningen i England enligt det skotsk-engelska kovenantets fyra punkter: 
1. gemensam bekännelse,
2. gemensam kyrkoförfattning,
3. gemensam gudstjänstordning,
4. gemensam undervisning.

Lättast hade den att komma till rätta med punkt 3. Det utarbetade istället för "Common prayer book" en Directory for the public worship of God 1644), som av parlamentet antogs i januari 1648. Synodens viktigaste arbete gällde kovenantets punkt 1. Det visade sig omöjligt att omarbeta de trettionio artiklarna eller anta "Confessio Scoticana". Man fick söka skapa en ny gemensam storbritannisk trosbekännelse. Så tillkom 1646 den berömda Westminsterbekännelsen, som i 31 artiklar i klart och kraftigt språk sammanfattade den väsentligen skotska kalvinismen i moderat anda. "Confession of faith" (den vanliga beteckningen) antogs av parlamentet 1648 och har blivit alla presbyterianska kyrkors enhetsbekännelse; genom den kom skotsk uppfattning att i mycket bestämma anglo-amerikansk kristendom. Föga mindre betydande blev de båda av synoden utarbetade
Larger och Shorter catechism 1647, den senare trots sin logiskt stränga anläggning livfull och folklig. De antogs också av parlamentet 1648. Med sin ädla fromhetsanda har de länge övat stort inflytande i skilda engelska läger. 
Svåraste punkten för synoden var kyrkoorganisationen, på grund av den växande motsättningen mot Cromwells independentism. Redan 1644 hade Propositions concerning Church government framlagts, 1645 kompletterade med "Practical directory for church government", som hävdade den presbyterianska kyrkoformens gudomliga rätt. Med avvisande av sistnämnda sats vann synodens förslag parlamentets bifall genom Form of government 1647-1648, biskopsämbetet avskaffades officiellt, och det påbjöds, att alla församlingar i riket skulle ordnas presbyterianskt. Så syntes synoden ha nått sitt mål; den presbyterianska kyrkan var Englands lagliga statskyrka. Men Cromwells fulla seger störtade inom kort nästan hela dess verk i England över ända; dess arbete efter 1648 blev utan resultat, och efter sin 1 163:e (februari 1649) sammankomst upplöstes synoden utan något formellt beslut (en sista sammankomst hölls 1653). 
Alla de av synoden uppsatta dokumenten, "Directory", "Confessio", "Catechisms", "Form" och en metrisk version av psalmerna för kyrkobruk, godkändes däremot av Skottlands generalförsamling och parlament, med uppoffring av Skottlands egna reformatoriska dokument, och ägde där bestånd. Westminsterdokumenten har alltid förblivit skotska kyrkans och dennas dotterbildningars auktoriserade "standards". Resultaten av synodens arbete fick sitt verkliga hem och största historiska räckvidd i Skottland.